# Тошихиде Маскава
Тошихиде Маскава (на японски: 益川 敏英; на английски: Toshihide Maskawa) е японски физик, известен с теоретичното предвиждане за съществуването на най-малко три семейства кварки, за което заедно с Макото Кобаяши получават 1/2 от Нобеловата награда по физика за 2008 г. (другата половина е дадена на Йойчиро Намбу).
Теоретичното предвиждане идва от CKM матрицата (матрица на Кабибо-Кобаяши-Маскава), откъдето следва, че съществува трето семейство кварки (топ, дънен, тау-лептон и тау-неутрино), което е било експериментално потвърдено с откриването на дънния кварк.
Неговата статия „Нарушение на CP симетрията в пренормируемата теория за слабото взаимодействие“ (на английски: CP Violation in the Renormalizable Theory of Weak Interaction), в съавторство с Макото Кобаяши, е един от най-цитираните научни трудове в областта на физиката на високите енергии.